# Seseli andronakii
Seseli andronakii är en flockblommig växtart som beskrevs av Jurij Nikolajevitj Voronov och Boris Konstantinovich Schischkin. Seseli andronakii ingår i släktet säfferötter, och familjen flockblommiga växter. Inga underarter finns listade i Catalogue of Life.